# Weißenborn (Sassonia-Anhalt)
Weißenborn è una frazione tedesca di 380 abitanti del comune di Droyßig, situata nel land della Sassonia-Anhalt.
Fino al 31 dicembre 2009 ha costituito un comune autonomo.